# Gesamtdeutsche Partei

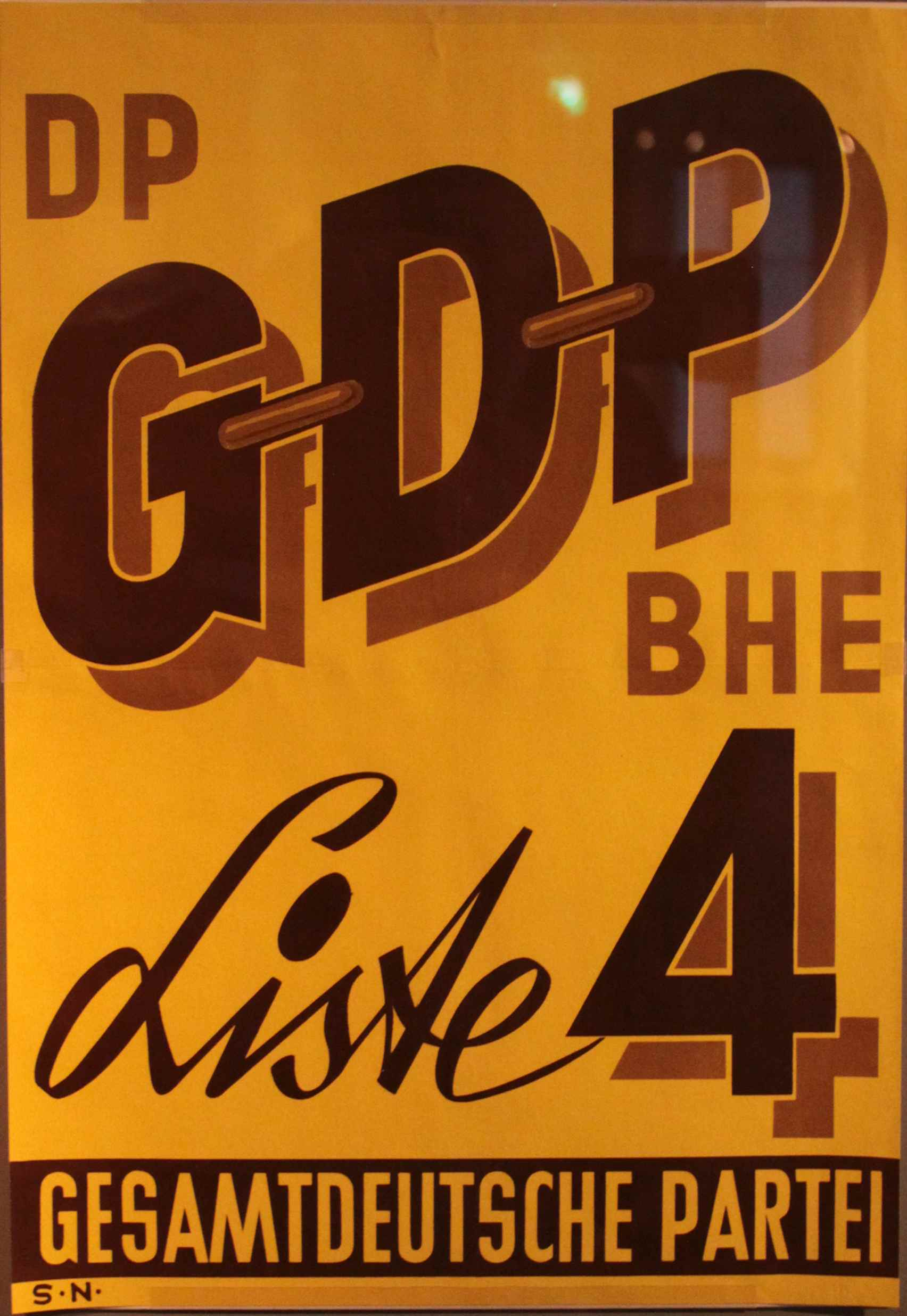
Werbeplakat der DP/GDP/BHE

Die Gesamtdeutsche Partei (Kurzbezeichnung: GDP) war eine von 1961 bis 1977 bestehende politische Partei in der Bundesrepublik Deutschland. Die Übereinstimmung ihres Parteikürzels mit der GdP (Gewerkschaft der Polizei) führte 1966 zur Umbenennung in Gesamtdeutsche Partei Deutschlands (GPD) bzw. GPD/BHE.

## Vorgeschichte
Durch die gesetzliche Einführung der Fünfprozenthürde für den Deutschen Bundestag und die Länderparlamente entstand für kleinere Parteien Handlungsdruck. Bei den Bundestagswahlen 1957 verfehlte die Vertriebenenpartei GB/BHE mit 4,6 % den Wiedereinzug in den Bundestag. Die Deutsche Partei DP, die 3,4 % der Zweitstimmen erreichte, wurde von der CDU in einigen Wahlkreisen unterstützt, indem in diesen auf eigene Direktkandidaten verzichtet wurde. Da die DP mehr als drei Direktkandidaten durchbrachte, konnte sie auf diesem Wege 1957 erneut in Fraktionsstärke in den Bundestag einziehen. Ein Ende der Kooperation mit der CDU deutete sich drei Jahre später an. Auf dem Bundesparteitag der DP im Mai 1960 in Heilbronn erklärte der Vorsitzende der DP Heinrich Hellwege, dass man sich künftig auf die eigene Kraft besinnen wolle. Da im Laufe des Jahres 1960 neun Bundestagsabgeordnete der DP während der Legislaturperiode zur CDU wechselten, entstanden in Teilen der Partei Zweifel an dieser Taktik. Schließlich setzte sich der Wille zur Bildung eines Wahlblocks mit dem politisch ähnlich gestrickten BHE durch. Die Rechnung der Fusionsbereiten lautete: 4,6 Prozent des BHE plus 3,4 Prozent der DP ergeben acht vom Hundert. Diese Rechnung basierte allerdings auf dem Bundestagswahlergebnis von 1957. „Sesshafte welfische Bauern und Flüchtlinge unter einer Parteifahne zu sammeln ist schon ein Wagnis“, urteilte damals die Wochenzeitung Die Zeit.

## Parteigründung und Parteigeschichte
Die Gründung der GDP erfolgte am 15. April 1961 durch die Fusion des Gesamtdeutschen Blocks/Bund der Heimatvertriebenen und Entrechteten (GB/BHE) und der Deutschen Partei (DP).
Die Bundestagswahl 1961, die am 17. September stattfand, ergab für die Partei ein enttäuschendes Zweitstimmenergebnis von 2,8 %. Sie verfehlte damit den Einzug in den Bundestag. In der Folgezeit wurde die Fusion in Frage gestellt, da sich in den Monaten danach ein Großteil der DP-Anhängerschaft wieder zurückzog, den Übertritt in die CDU vollzog oder in Teilen die vorher existierende DP wiederbelebte. Im September 1962 benannte sich die Partei in GDP/BHE um. Faktisch wurde die GDP damit zu einem GB/BHE unter neuem Namen.
Bei der Bundestagswahl 1965 trat die GDP nicht mit einer eigenen Liste an; allerdings kandidierten einige bekannte Funktionsträger, wie Hermann Ahrens, auf der Liste der SPD.
Bei der Bundestagswahl 1969 kandidierte die GPD wieder eigenständig, erreichte aber lediglich noch 0,1 Prozent – ein Zeichen, wie sehr die Heimatvertriebenen inzwischen in die westdeutsche Gesellschaft integriert waren und eine eigene Interessenvertretung in Parteiform (die Vertriebenenverbände hatten weiterhin erheblichen Einfluss) nicht mehr für notwendig erachteten.
1977 verloren die noch bestehenden Reste der GPD ihren Parteienstatus. Die Partei löste sich 1981 offiziell auf.

### Entwicklung in einzelnen Bundesländern
Grundsätzlich ging nach 1961 das Weiterbestehen der Partei auf einzelnen Landesebenen zu Lasten der Gesamtpartei auf Bundesebene.

#### Bremen
Wesentliche Teile des Landesverbands Bremen widersetzten sich nach dem Misserfolg bei der Bundestagswahl 1961 dem Zusammengehen zur GDP und führten die DP als Neugründung ab 24. Juni 1962 weiter. Bei der Bremer Bürgerschaftswahl von 1963 traten eine Rest-GDP und die DP getrennt an. Während auf die Liste der GDP nur 0,2 % der Stimmen entfielen, gelang dieser DP mit 5,2 % und vier Abgeordneten zum letzten Mal der Einzug in ein Landesparlament. Ein Jahr später beteiligten sich diese Abgeordneten an der Gründung der NPD.

#### Niedersachsen
Zum Zeitpunkt der Gründung der GDP bestand im Landtag von Niedersachsen ein bemerkenswertes Kuriosum. Die eine Hälfte der neuen Partei war Teil der von SPD und FDP gebildeten Landesregierung (nämlich der Alt-BHE). Die alte DP hingegen gehörte mit der CDU zur Opposition. Zunächst sollte dieser Status beibehalten werden; man meinte, diese Situation nach einer (erwartet erfolgreichen) Bundestagswahl neu diskutieren und sodann beseitigen zu können: „In der DP-Gruppe dachte man sich, die BHE-Abgeordneten sollten die Koalition sprengen und in ein neues bürgerliches Kabinett eintreten; der BHE dagegen wollte anscheinend die Regierungskoalition durch die DP-Abgeordneten erweitern“. Nach dem Misserfolg bei der Bundestagswahl sprach sich der vormalige DP-Landesvorsitzende Richard Langeheine, der nach der Fusion von DP und GB/BHE 1961 niedersächsischer Landesvorsitzender der GDP geworden war, für ein Verbleiben in der Opposition auf Landesebene mit der CDU aus. Die ehemaligen GB/BHE-Mitglieder innerhalb der GDP wollten jedoch die bestehende Koalition mit SPD und FDP fortsetzen. Dies führte zu erheblichen Differenzen innerhalb der GDP. Auf der Sitzung des Landesausschusses vom 29. bis 31. Oktober 1961 beschloss die Partei mit knapper Mehrheit, die 1959 vom GB/BHE abgeschlossene Koalitionsvereinbarung mit der SPD zu respektieren. Langeheine trat daraufhin mit seinen Anhängern (18 der 20 MdL) bis zum 29. März 1962 zur CDU über. Andere Mitglieder unter Führung von Wilhelm-Ernst Freiherr von Cramm belebten die DP wieder. Die GDP trat zur Landtagswahl am 19. Juni 1963  unter der Bezeichnung GDP-BHE an. Die Fünf-Prozent-Hürde wurde klar verfehlt.

#### Hessen
In Hessen blieb die GDP auch nach ihrer Parteigründung zunächst ein Machtfaktor. Bei den Wahlen 1962 erzielte sie 6,3 % der Zweitstimmen und sechs Mandate; sie war (wie ihre Vorgängerpartei GB/BHE seit 1952) kleiner Koalitionspartner der SPD, die 1962 trotz absoluter Mehrheit den in der Bevölkerung geachteten Landwirtschaftsminister Gustav Hacker am Kabinett Zinn IV beteiligte. Hacker hatte bis zuletzt an einen Erfolg seiner Partei in Hessen geglaubt und meinte sogar von Hessen aus eine Erneuerung seiner Partei auf Bundesebene zu erreichen. Bei der Wahl am 6. November 1966 verfehlte die GPD mit 4,3 % den Wiedereinzug in den Hessischen Landtag. Auf dem nachfolgenden Parteitag der hessischen GPD resignierte auch Hacker, der empfahl, das Projekt GPD als aussichtslos zu beenden. Lediglich der Landesvorsitzende Walter Preißler wollte die Partei noch eine Zeitlang weiterführen, freilich vergebens. 1972 wechselte er zur CDU über.

#### Baden-Württemberg
Die Vorgängerpartei GB/BHE, die seit 1961 unter dem neuen Parteinamen GDP fungierte, war seit der Landtagswahl Baden-Württemberg 1960 mit sieben Abgeordneten im Landtag vertreten. Bereits vor der nachfolgenden Landtagswahl 1964 verließen die Abgeordneten Eduard Fiedler (zur FDP) und Josef Janota und Robert Maresch (beide zur SPD) die Partei. Interne Zerwürfnisse darüber hinaus störten die parlamentarische Arbeit der GDP, die 1964 nur noch 1,82 % erreichte und endgültig aus dem Landtag ausschied.

## Mandatsträger und Funktionäre
1961 war der schleswig-holsteinische Landesvorsitzende Alfred Gille Bundesvorstandsmitglied der damals neugegründeten GDP. Seine aktive Mitwirkung im NS-Staat blieb ebenso lange öffentlich unbeachtet wie die von Heinz Reinefarth, einem der juristisch nicht belangten Beteiligten an Kriegsverbrechen im Zweiten Weltkrieg und Abgeordneter der GDP im Landtag Schleswig-Holstein bis 1962. Zur selben Zeit fungierte der zuvor als Staatssekretär im bayerischen Ministerium für Wirtschaft und Verkehr tätige Willi Guthsmuths als stellvertretender Parteivorsitzender; er kandidierte erfolglos für die GDP bei der Bundestagswahl 1961. Gleichermaßen erfolglos bei dieser Wahl blieb die Kandidatur von Otto-Theodor Brouwer für die GDP, der sich später NPD anschloss und 1966 deren Bremer Landesvorsitzender wurde.
Von 1965 bis 1969 war die GPD im Deutschen Bundestag durch vier Abgeordnete vertreten, die durch Wahlbündnisse mit anderen Parteien ihr Mandat erlangt hatten: Hermann Ahrens, Heinz Kreutzmann (beide als Gäste der SPD-Fraktion), Walter Becher und Herbert Prochazka (beide als Gäste der CDU/CSU-Fraktion).

## Parteivorsitzende
- 1961–1962 Frank Seiboth und Herbert Schneider (gleichberechtigt)
- 1962–1975 Hermann Ahrens
- 1975–1978 Rudibert Schneider
- 1978–1981 Gerhard Schuchart